# Petrus Laurentii Nerbelius
Petrus Laurentii Nerbelius, född i Norrala socken, död 1677 i Alfta socken, var en svensk präst och riksdagsman.

## Biografi
Petrus Nerbelius var son till häradshövdingen Laurentius Chelberni. Efter studier vid Uppsala universitet blev Nerbelius 1641 rektor för skolan i Enköping, blev magister året därefter och följde i egenskap av rektor skolan som 1650 flyttades till Hudiksvall. 1652 blev Nerbelius kyrkoherde i Alfta socken och prost. Han blev 1670 kontraktsprost.
Nerbelius var riksdagsman 1655. 1674 var han ledamot av trolldomskommissionen.
Nerbelius var gift med Brita Nilsdotter Tundell, dotter till borgmästaren i Hudiksvall.